# Luther: The Fallen Sun
Luther: The Fallen Sun is een Brits-Amerikaanse misdaadfilm uit 2023, geregisseerd door Jamie Payne. Het dient als een film voortzetting van Luther, met Idris Elba (die ook als producent van de film fungeert), die zijn rol als John Luther opnieuw vertolkt.

## Verhaal
De briljante maar in ongenade gevallen Londense politie-inspecteur John Luther (Idris Elba) ontsnapt uit de gevangenis om de sadistische seriemoordenaar David Robey (Andy Serkis) te pakken te krijgen.

## Rolverdeling
| Acteur         | Personage       |
| -------------- | --------------- |
| Idris Elba     | John Luther     |
| Cynthia Erivo  | Odette Raine    |
| Andy Serkis    | David Robey     |
| Dermot Crowley | Martin Schenk   |
| Thomas Coombes | Archie Woodward |
| Hattie Morahan | Corinne Aldrich |
| Lauryn Ajufo   | Anya Raine      |
| Vincent Regan  | Dennis McCabe   |

## Release
De film ging in première op 24 februari 2023 in geselecteerde bioscopen in het Verenigd Koninkrijk en de Verenigde Staten, voor het werd uitgebracht op 10 maart 2023 door Netflix.

## Ontvangst
Op Rotten Tomatoes heeft Luther: The Fallen Sun een waarde van 69% en een gemiddelde score van 6,00/10, gebaseerd op 96 recensies. Op Metacritic heeft de film een gemiddelde score van 53/100, gebaseerd op 32 recensies.